# Guerra Fría (1985-1991)

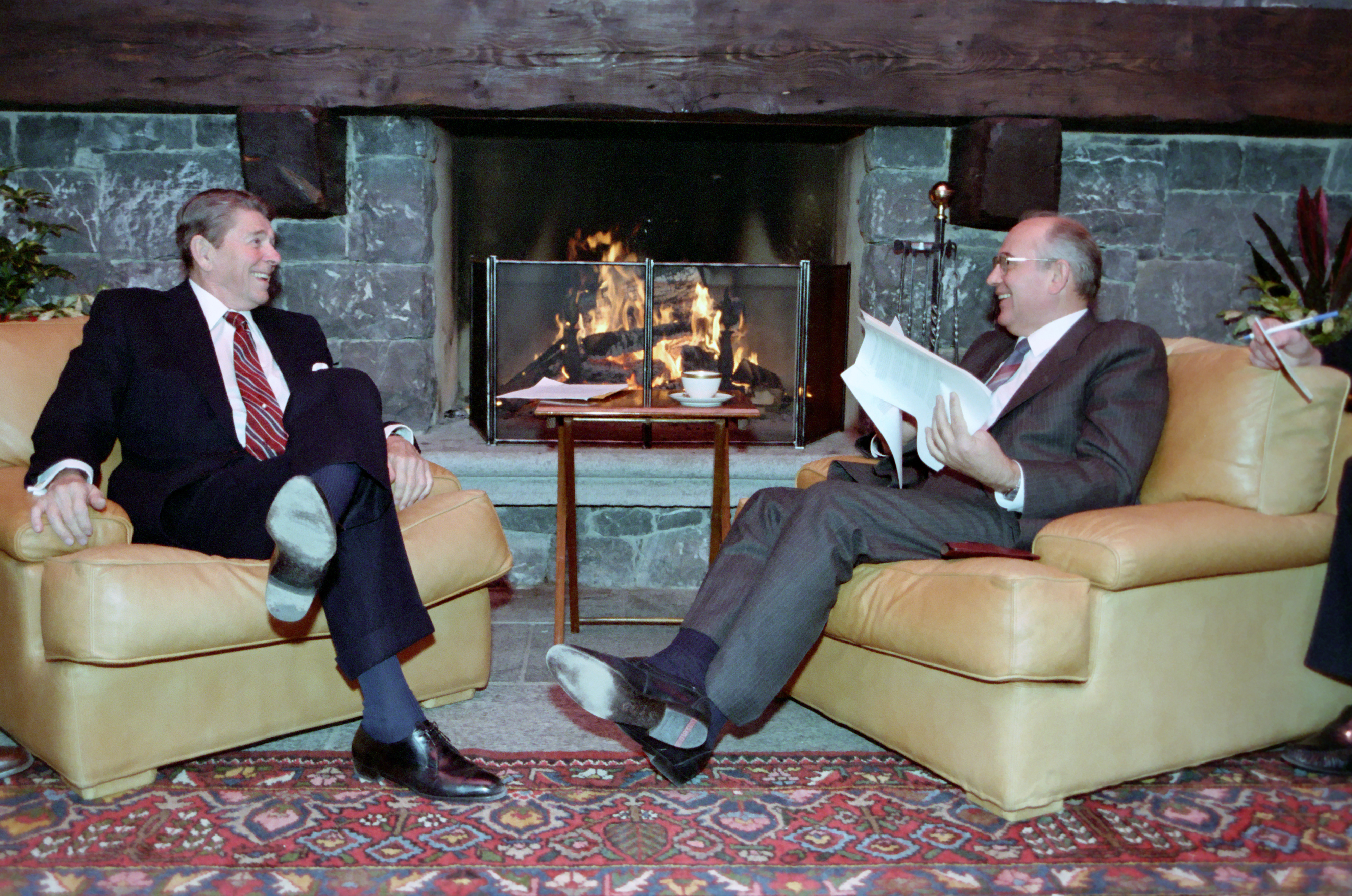
Primer encuentro entre el presidente estadounidense Ronald Reagan y el líder soviético Mijaíl Gorbachov, 19 de noviembre de 1985.

El período de la Guerra Fría de 1985-1991 comenzó con el ascenso de Mijaíl Gorbachov como líder de la Unión Soviética. Gorbachov fue un líder revolucionario para la URSS, ya que fue el primero en promover la liberalización del panorama político (Glasnost) y los elementos capitalistas en la economía (Perestroika); antes de esto, la URSS había ido prohibiendo estrictamente la reforma liberal y mantenía una economía centralizada ineficiente. La URSS, frente a las dificultades económicas masivas también estaba muy interesada en la reducción de la carrera armamentista costosa con el presidente de Estados Unidos Ronald Reagan, aunque la confrontación y la acumulación de armas en gran parte de su mandato Impidieron a la URSS recortar su gasto militar tanto como hubiera querido. 
En cualquier caso, la URSS comenzó a desmoronarse con reformas liberales que resultaron difíciles de manejar y cambios capitalistas a la economía centralizada fueron gravemente la transición y causaron grandes problemas. Después de una serie de revoluciones en los estados del bloque soviético, y un fallido golpe de Estado por parte de elementos conservadores que se oponen a las reformas en curso, la Unión Soviética se derrumbó en 1991.

## Deshielo en las relaciones
Después de la muerte de tres sucesivos líderes soviéticos mayores desde 1982, el Politburó soviético elegido secretario general del Partido Comunista de Gorbachov en marzo de 1985, que marca el surgimiento de una nueva generación de líderes. Bajo el gobierno de Gorbachov, tecnócratas relativamente jóvenes y partidarios de la reforma, que habían comenzado su carrera en el apogeo de la "desestalinización" bajo dirigente reformista Nikita Jruschov, consolidaron rápidamente su poder, proporcionando un nuevo impulso a la liberalización política y económica, y el allanando el terreno para el cultivo de relaciones más cálidas y el comercio con Occidente.
En el frente occidental, la administración del presidente Reagan había tomado una línea dura contra la Unión Soviética. Bajo la Doctrina Reagan, la administración Reagan comenzó a proporcionar apoyo militar a los movimientos armados anticomunistas en Afganistán, Angola, Nicaragua y otros lugares.
Un gran avance se produjo en 1985–87, con la negociación exitosa del Tratado sobre Fuerzas Nucleares de Rango Intermedio, firmado por Reagan y Gorbachov el 8 de diciembre de 1987 y ratificado el 27 de mayo de 1988, puesto en vigor 1 de junio del mismo año, eliminó todos los misiles nucleares y convencionales, así como sus lanzadores, con alcances de 500–1,000 kilómetros (310–620 millas) (corto alcance) y 1,000–5,500 kilómetros ( 620–3,420 mi) (rango intermedio). El tratado no cubría misiles lanzados al mar. En mayo de 1991, después de las investigaciones in situ por ambas partes, 2.700 misiles habían sido destruidos. [1] [2]
La administración Reagan también persuadió a las compañías petroleras de Arabia Saudita para aumentar la producción de petróleo. [3] Esto condujo a una caída de tres veces el precio del petróleo, lo cual causó consecuencias en la economía soviética debido a que el petróleo era la principal fuente de ingresos por exportaciones.[3] A raíz de la gran acumulación militar anterior de la URSS, el presidente Reagan ordenó una enorme acumulación de defensa en tiempo de paz del ejército de los Estados Unidos; la cual los soviéticos no respondieron debido a que los gastos militares, en combinación con la agricultura colectivizada en la nación y la industria ineficientemente planificada, causarían una sobrecarga para la economía soviética. Una economía que estaba ya estancada antes del gobierno de Mijaíl Gorbachov quien, a pesar de los importantes intentos de reforma, no fue capaz de revitalizarla.[4] En 1985, Reagan y Gorbachov celebraron su primera de las cuatro reuniones "cumbre",  en Ginebra, Suiza. Después de discutir políticas, hechos, etc., Reagan invitó a Gorbachov a ir con él a una pequeña casa cerca de la playa. Los dos líderes hablaron aquí durante más del tiempo previsto, pero salieron con la noticia de que habían planeado dos cumbres más (que pronto serían tres).
La segunda cumbre tuvo lugar al año siguiente, en 1986, el 11 de octubre, en Reykjavík, Islandia. La reunión se realizó para continuar las discusiones sobre la reducción los arsenales de misiles balísticos de rango intermedio en Europa. Las conversaciones estuvieron a punto de lograr un avance general en el control de armas nucleares, pero terminaron en fracaso debido a la Iniciativa de Defensa Estratégica propuesta por Reagan y la cancelación propuesta por Gorbachov. No obstante, la cooperación continuó aumentando y, donde fracasó, Gorbachov redujo algunas armas estratégicas unilateralmente.
Fundamental para la disolución de la Unión Soviética, las iniciativas de política de reestructuración (Perestroika) y apertura (Glasnost) de Gorbachov tuvieron un efecto dominó en todo el mundo soviético, incluido el hecho de que finalmente fue imposible reafirmar el control central sobre los Estados miembros del Pacto de Varsovia sin recurrir a la fuerza militar .
El 12 de junio de 1987, Reagan desafió a Gorbachov a ir más allá con sus reformas y democratización derribando el Muro de Berlín. En un discurso en la Puerta de Brandeburgo al lado del muro, Reagan declaró:
Secretario General Gorbachov, si busca la paz, si busca la prosperidad para la Unión Soviética, Europa Central y Sudoriental, si busca la liberalización, venga a esta puerta; Sr. Gorbachov, abra esta puerta. ¡Señor Gorbachov, derribe este muro! [5]
Mientras los viejos líderes comunistas europeos mantenían a sus estados bajo el control de la "normalización", las políticas reformistas de Gorbachov en la Unión Soviética expusieron cómo un partido comunista una vez revolucionario se había vuelto moribundo en el centro mismo del sistema. Ante la disminución de los ingresos debido a la disminución de los precios del petróleo y el aumento de los gastos relacionados con la carrera armamentista y la economía de mando, la Unión Soviética se vio obligada durante la década de 1980 a asumir cantidades significativas de deuda del sector bancario occidental. [6] La creciente desaprobación pública de la guerra soviético-afgana y los efectos sociopolíticos del accidente de Chernobyl en Ucrania aumentaron el apoyo público a estas políticas. En la primavera de 1989, la URSS no solo había experimentado un animado debate mediático, sino que también había celebrado sus primeras elecciones con múltiples candidatos. Por primera vez en la historia reciente, la fuerza de la liberalización se estaba extendiendo de oeste a este.

## Revuelta se extiende por Europa comunista
Las organizaciones de base, como el movimiento Solidaridad de Polonia, ganaron terreno rápidamente con fuertes bases populares. En febrero de 1989 el gobierno polaco abrió negociaciones con la oposición, conocido como el Acuerdo de la Mesa Redonda polaca, lo que permitió elecciones con participación de los partidos anticomunistas en junio de 1989. Asimismo, en 1989 el gobierno comunista en Hungría comenzó a negociar la organización de elecciones competitivas que tuvieron lugar en 1990. En Checoslovaquia y Alemania Oriental, protestas masivas desbancaron líderes comunistas atrincherados. Los regímenes comunistas en Bulgaria y Rumania también se derrumbaron, en este último caso como el resultado de un levantamiento violento. Las actitudes habían cambiado lo suficiente para que el secretario de Estado James Baker sugiriera que el gobierno estadounidense no se opondría a la intervención soviética en Rumania, en nombre de la oposición, para evitar derramamiento de sangre. [4] La ola de cambio culminó con la caída del Muro de Berlín en noviembre de 1989, que simbolizaba la caída de los gobiernos comunistas de Europa y gráficamente terminó la división de la Cortina de Hierro de Europa.
El colapso de los gobiernos europeos con el consentimiento tácito de Gorbachov inadvertidamente animó a varias repúblicas soviéticas a buscar una mayor independencia del gobierno de Moscú. La agitación por la independencia en los países bálticos llevó a primera Lituania, y luego Estonia y Letonia, declarando su independencia. El descontento en las otras repúblicas se encontró con promesas de una mayor descentralización. Elecciones más abiertas llevaron a la elección de candidatos opuestos al gobierno del Partido Comunista.
En un intento de poner fin a los rápidos cambios en el sistema, un grupo de línea dura soviéticos representados por el vicepresidente Gennady Yanayev llevó a cabo un golpe de Estado para derrocar a Gorbachov en agosto de 1991. El presidente ruso Boris Yeltsin se reunió el pueblo y gran parte del ejército contra el golpe de Estado y el esfuerzo se derrumbó. Aunque restituido en el poder, la autoridad de Gorbachov había sido irreparablemente socavado. En septiembre, se les concedió la independencia de los países bálticos. El 1 de diciembre, Ucrania se retiró de la URSS. El 26 de diciembre de 1991, la Unión Soviética se disolvió oficialmente, separándose en quince naciones.

## Legado
Hay una diferencia fundamental en el que los antiguos países comunistas lograron durante el primer cuarto del siglo después de la caída del imperio soviético. Los países como República Checa, Estonia, Hungría, Letonia, Lituania, Polonia y Eslovaquia, a expensas de sus políticas sociales, la reconstrucción con experiencia de la economía, el crecimiento y una rápida integración con  y la OTAN, mientras que sus vecinos del Este por lo general crean híbridos de conexión sistema oligarquía mercado, administración corrupta poscomunista y la dictadura. El territorio detrás de las fronteras de la UE y de la OTAN gradualmente en mayor o menor medida, regresó a la dependencia económica y militar de Rusia
Rusia y los demás Estados sucesores soviéticos se han enfrentado a una transición caótica y dura de una economía dirigida al capitalismo de libre mercado a raíz de la disolución de la Unión Soviética. Un gran porcentaje de la población que actualmente vive en la pobreza. El crecimiento del PIB también se redujo, y la esperanza de vida se redujo drásticamente. Las condiciones de vida también se redujo en algunas otras partes de la antigua 'bloque oriental'.
Secretario general soviético Gorbachov y el presidente estadounidense Ronald Reagan firma del Tratado INF de 1987.
Además, la pobreza y la desesperación de los rusos, ucranianos y aliados de la Guerra Fría han dado lugar a la venta de muchos sistemas avanzados desarrollados Guerra Fría de armas, especialmente versiones actualizadas modernas muy capaces, en todo el mundo. Depósitos de clase mundial (T-80 / T-84), aviones de combate (MiG-29 y Su-27/30/33), tierra-aire sistemas de misiles S-300P (, S-300V, 9K332 Igla y) y otros han sido puestos en el mercado con el fin de obtener un poco de dinero que tanto necesita. Esto plantea un posible problema para las potencias occidentales en las próximas décadas, ya que cada vez encuentran países hostiles equipados con armas que fueron diseñados por los soviéticos para derrotarlos. La era posterior a la Guerra Fría vio un período de prosperidad sin precedentes en Occidente, especialmente en los Estados Unidos, y una ola de democratización en toda América Latina, África y Centroamérica, sureste y este de Europa.
El sociólogo Immanuel Wallerstein expresa una visión menos triunfalista, con el argumento de que el fin de la Guerra Fría es un preludio de la ruptura de la Pax Americana. En su ensayo "Pax Americana es Over", Wallerstein argumenta, "El colapso del comunismo en efecto significó el colapso del liberalismo, la eliminación de la única justificación ideológica detrás de la hegemonía estadounidense, una justificación tácitamente apoyada por ostensible oponente ideológico del liberalismo." 
Algunos historiadores, entre ellos el profesor de la historia de John Lewis Gaddis sostiene que Reagan combina una política de la militancia y el pragmatismo operativo para lograr la mejora más significativa en las relaciones soviético-norteamericanas desde el fin de la Segunda Guerra Mundial. Este bloque, conocido como el 'Reagan Victoria School' constituye una perspectiva historiográfica distinta a la final de la Guerra Fría.
La exploración espacial ha agotó tanto en los Estados Unidos y Rusia, sin la presión de la competencia de la carrera espacial. Decoraciones militares han vuelto más comunes, ya que fueron creados, y otorgado, por las grandes potencias durante los cerca de 50 años de hostilidades no declaradas.

## Cronología de los eventos principales
- 20 de enero de 1985 - Ronald Reagan jura su cargo para un segundo mandato como presidente de los Estados Unidos
- 10 de marzo de 1985 - El secretario general del Partido Comunista de la Unión Soviética Konstantin Chernenko muere
- 11 de marzo de 1985 - miembro del Politburó soviético Mijaíl Gorbachov se convierte en el secretario general del Partido Comunista
- 24 de marzo de 1985 - Major Arthur D. Nicholson, un oficial de la inteligencia militar del ejército de Estados Unidos es muerto a tiros por un centinela soviético en Alemania Occidental. Él aparece como la última víctima de Estados Unidos en la Guerra Fría.
- 25 de febrero de 1986 - dictador anticomunista Ferdinand Marcos es expulsado del poder como resultado de la Revolución del Poder Popular en las Filipinas.
- 26 de abril de 1986 - El desastre de Chernobyl
- Enero de 1987 - Gorbachov introduce la política de Demokratizatsiya en la Unión Soviética
- 4 de marzo de 1987 - En un discurso televisado, Reagan asume plena responsabilidad por el escándalo Irán-Contra
- 12 de junio de 1987 - "derribe este muro", discurso de Reagan en Berlín Occidental
- 8 de diciembre de 1987 - El alcance intermedio Tratado de Fuerzas Nucleares de la firma en Washington D. C.
- 12 de febrero de 1988 - encuentro hostil frente a la costa de la península de Crimea en el Mar Negro, cuando la fragata soviética Bezzavetnyy chocó contra el crucero de misiles estadounidense USS Yorktown [6]
- 20 de febrero de 1988 - El soviet regional de Nagorno-Karabaj en Azerbaiyán decide ser parte de Armenia, pero el Kremlin se niega a hacerlo [7] La siguiente guerra de Nagorno-Karabaj sería el primero de los conflictos internos en la Unión Soviética. que se convertiría en los conflictos separatistas postsoviéticos
- 8 de agosto de 1988 - Levantamiento 8888 en Birmania
- 17 de agosto de 1988 - El presidente paquistaní Muhammad Zia-ul-Haq muere
- 20 de agosto de 1988 - Fin de la guerra entre Irán e Irak
- 17 de septiembre de 1988 - Juegos Olímpicos de Seúl, Corea del Sur; primera vez desde 1976 que participan tanto en la Unión Soviética y los Estados Unidos
- 5 de octubre de 1988 - El presidente chileno Augusto Pinochet es derrotado en un referéndum a nivel nacional
- 20 de enero de 1989 - George H.W. Bush se convierte en presidente de los Estados Unidos
- febrero de 1989 - Fin de la guerra soviética en Afganistán
- 3 de junio de 1989 - El líder iraní, el ayatolá Jomeini, muere
- 4 de junio de 1989 - protestas de la plaza de Tiananmen de 1989 en Pekín, República Popular China
- 4 de junio de 1989 - la decisiva victoria de Solidaridad en las primeras elecciones parlamentarias parcialmente libres en Polonia de posguerra desencadena una sucesión de revoluciones anticomunistas de 1989 a través de Centroamérica, después sudoriental y Europa del Este
- 14 de agosto de 1989 - El presidente sudafricano Pieter Willem Botha dimite como reacción a la aplicación del Acuerdo Tripartito
- 23 de agosto de 1989 - el miembro del Politburó soviético Alexander Yakovlev denuncia los protocolos secretos del Pacto Hitler-Stalin
- 24 de agosto de 1989 - Tadeusz Mazowiecki se convierte en el primer ministro de Polonia en formar el primer gobierno no comunista en el bloque comunista
- 9 de noviembre de 1989 - Caída del Muro de Berlín
- 2-3 de diciembre de 1989 - Cumbre de Malta entre Bush y Gorbachov, quien dijo: "Le aseguré al Presidente de los Estados Unidos que nunca voy a empezar una guerra caliente contra los EE.UU.".
- 25 de diciembre de 1989 - Ejecución de Nicolae Ceauşescu
- 29 de diciembre de 1989 - Václav Havel asume la presidencia de Checoslovaquia en la conclusión de la Revolución de Terciopelo
- 13 de enero de 1990 - Fin de la Stasi, la policía secreta de Alemania del Este
- 15 de marzo de 1990 - Inauguración de Gorbachov como el primer presidente de la Unión Soviética
- 25 de abril de 1990 - Violeta Chamorro es juramentada como presidente de Nicaragua, poniendo fin al gobierno sandinista y la insurgencia Contras
- 22 de mayo de 1990 - Yémenes del Sur y Norte se unifican
- 13 de julio de 1990 - El 28.º Congreso del Partido Comunista de la Unión Soviética anuncia el fin de su monopolio del poder
- 2 de agosto de 1990 - Inicio de la guerra del Golfo
- 12 de septiembre de 1990 - El Tratado sobre el establecimiento final con respecto a Alemania se firmó en Moscú
- 3 de octubre de 1990 - Reunificación de Alemania
- 6 de noviembre de 1990 - Hungría se convierte en el primer país del bloque soviético en unirse al Consejo de Europa
- 19 de noviembre de 1990 -El Pacto de Varsovia y la OTAN firman el Tratado sobre Fuerzas Armadas Convencionales en Europa
- 28 de noviembre de 1990 - Margaret Thatcher cae del poder como primer ministro del Reino Unido; John Major toma posesión del cargo
- 22 de diciembre de 1990 - Lech Walesa se convierte en presidente de Polonia; Gobierno de Polonia en el exilio extremos
- Enero 1991 - Las transferencias de dinero del presupuesto Checa a Eslovaquia se detuvo, comenzando el proceso que llevaría a Divorcio de Terciopelo
- 28 de febrero de 1991 - Fin de la guerra del Golfo
- 29 de mayo de 1991 - Fin de la guerra de la Independencia de Eritrea de Etiopía
- 27 de junio de 1991 - Inicio de las guerras yugoslavas en Eslovenia
- 28 de junio de 1991 - La última sesión del consejo COMECON tienen lugar en Budapest; la organización decide disolverse
- 1 de julio de 1991 - Fin del Pacto de Varsovia
- 10 de julio de 1991 - Boris Yeltsin se convierte en presidente de Rusia
- 31 de julio de 1991 - La ratificación del tratado START I entre Estados Unidos y la Unión Soviética
- 19 de agosto de 1991 - Inicio del intento de golpe de Estado en la URSS
- 21 de agosto de 1991 - Fin intento golpe de Estado de la Unión Soviética
- 24 de agosto de 1991 - Gorbachov dimite del cargo de secretario general del Partido Comunista de la Unión Soviética
- 6 de septiembre de 1991 - La Unión Soviética reconoce la independencia de los países bálticos
- 6 de noviembre de 1991 - Fin del Partido Comunista de la Unión Soviética y la KGB
- 8 de diciembre de 1991 - Los Acuerdos Belavezha están firmados por los líderes de Rusia Soviética, República Socialista Soviética de Ucrania y la República Socialista Soviética de Bielorrusia, sellando la disolución de la Unión Soviética y la creación de la CEI
- 25 de diciembre de 1991 - Gorbachov dimite como presidente soviético y el puesto es abolido; la bandera roja soviética se arría en el Kremlin de Moscú, y en su lugar se iza la bandera de la Federación Rusa.
- 26 de diciembre de 1991 - El Soviet Supremo reconoce la disolución de la Unión Soviética.
- 31 de diciembre de 1991 - Cese de operaciones en todas las Instituciones Soviéticas.

- Datos: Q1323301